# Main-Spessart Nahverkehrsgesellschaft
Die Main-Spessart Nahverkehrsgesellschaft mbH (MSP) war ein Zusammenschluss von mehreren Busunternehmen im Landkreis Main-Spessart.
Sie wurde am 29. März 1995 durch den Landkreis Main-Spessart, DB Frankenbus und der MSP-Verkehrs-GbR gegründet.
Es gab einen gemeinsamen Tarif für alle Busunternehmen. Der Beitritt zum Verkehrsverbund Mainfranken erfolgte am 1. August 2013.

## Beteiligte Busunternehmen
Folgende Busunternehmen waren an der Main-Spessart Nahverkehrsgesellschaft beteiligt:
- DB Frankenbus
- Sommer - Reisen
- Schraud - Reisen
- Wandervogel - Reisen K. Väth
- Auro - Reisen
- Böger - Busreisen
- Grasmann - Reisen GmbH
- Greser Reisen
- Goldmann Tours
- Karl KG
- MSP - Reisen GmbH H.Hock
- Reichert GmbH
- Stadtwerke Lohr
- Schneider E. GmbH